# Étienne Poitau
 (décembre 2015).
Étienne Poitau, dit le « Capitaine Stéphane », né le 23 octobre 1919, à Montceau-les-Mines, mort le 4 avril 1952, était un alpiniste et résistant du Dauphiné, dans la région de Grenoble, fondateur de la compagnie Stéphane des FFI.

## Biographie
Élève à l'École spéciale militaire de Saint-Cyr au sein de la promotion Marne et Verdun (1937-1939) dont il est l'un des benjamins, attiré par la montagne, Étienne Poitau devient soldat de montagne en choisissant le 159e régiment d'infanterie de Briançon et participe aux combats de mai-juin 1940.
Après la débâcle, il intègre sur sa demande la légion étrangère au Maroc. Il est en permission en France lorsque les Allemands envahissent la zone Sud le 11 novembre 1942. Il rejoint le maquis en Auvergne, puis dans le massif de Belledonne. En octobre 1943, Étienne Poitau crée dans les montagnes du Dauphiné un mouvement de la Résistance intérieure française avec des jeunes qui fuient le Service du travail obligatoire et des membres de l'organisation Jeunesse et Montagne, ainsi que du chantier de jeunesse 12 Belledonne. Le mouvement devient la « compagnie Stéphane », dont l'insigne est une étoile verte. Elle compte jusqu'à 136 hommes répartis en 9 groupes.
Une dizaine de très bons alpinistes ont été recrutés pour leurs capacités à combattre en montagne, dont Lionel Terray qui  évoquera ainsi son engagement : « Si j’ai accompli une folie dont je n’ai cessé de me féliciter, c’est bien de m’être engagé dans la compagnie Stéphane. C’était une troupe extraordinaire, et surtout son chef était un homme exceptionnel dont l’enthousiasme et la foi dans ce qu’il entreprenait avaient un pouvoir communicatif que je n’ai jamais rencontré chez personne. »

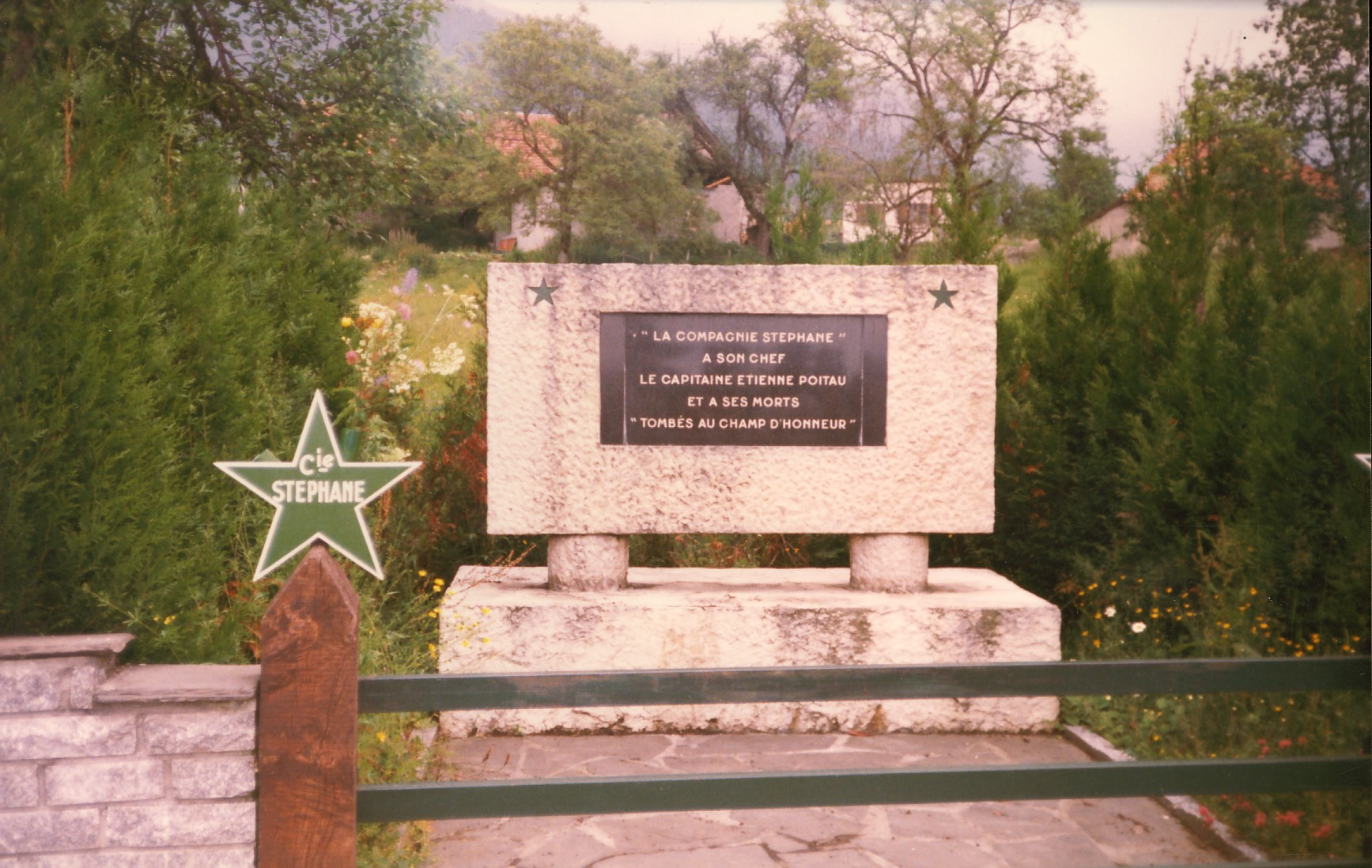
Monument commémoratif de la Compagnie Stéphane à Prabert, Laval (Isère).

Pendant deux ans, la compagnie du capitaine Stéphane multiplie coups de main et embuscades en Oisans, Chartreuse, Belledonne et Préalpes, changeant constamment de campement, et s'éloignant des villages pour éviter les représailles allemandes. Entre le 4 juin et le 24 août 1944, la compagnie Stéphane compte à son actif 69 actions de guerre. Après la guerre, son étude sur La Guérilla en montagne fera référence.
La compagnie Stéphane forme le 1er bataillon de marche FFI de l'Isère, noyau du Bataillon Belledonne à partir duquel sera recréé en octobre 1944 le 15e bataillon de chasseurs alpins (15e BCA) qui participe à la campagne de Maurienne durant l'hiver 1944-1945.
En 1952, Étienne Poitau part en Indochine pour encadrer les Forces supplétives au Nord-Viêt Nam. Le 4 avril 1952, il meurt dans une embuscade (à la suite d'un retard inopiné de cinq minutes) sur la route de Hanoï.
Étienne Poitau était Chevalier de la Légion d'honneur, médaillé de la Résistance, titulaire de cinq citations, dont trois à l'ordre de l'armée. La promotion 804 du bataillon EOR de Saint-Cyr est baptisée Capitaine Stéphane en 1988. Une délégation de cette promotion se rend au centenaire des Chasseurs Alpins à Grenoble pour rencontrer les anciens de la Compagnie Stéphane et pour se rendre sur le monument qui la commémore aux Adrets près de Prabert dans le massif de Belledonne. Son nom a été donné à la 179e promotion de l'École spéciale militaire de Saint-Cyr (1992-1995). Aujourd'hui encore, la 5e Compagnie de réserve du 13e bataillon de chasseurs alpins se nomme la compagnie Stéphane, à la mémoire des Stéphanes et de leur chef; elle est la seule compagnie de réserve en France à avoir hérité du nom et des traditions d'une compagnie de résistants.